# Württembergischer Bauern- und Weingärtnerbund
Der Württembergische Bauern- und Weingärtnerbund (WBWB) war ein regionaler Ableger des Reichslandbunds in Württemberg und entstand 1919 als Zusammenschluss des 1895 gegründeten Württembergischen Bauernbunds mit dem Württembergischen Kleinbauern- und Weingärtnerbund.

## Geschichte
Bereits in der am 12. Januar 1919 gewählten Verfassunggebenden Landesversammlung für den Volksstaat Württemberg bildeten die 10 Abgeordneten des WBB und die vier Abgeordneten des WKWB mit den 11 Mitgliedern aus der Fraktion der Bürgerpartei eine Fraktionsgemeinschaft, die sowohl im württembergischen Landtag als auch im Reichstag bis 1933 Bestand hatte. Während die urbane Bürgerpartei dabei den Schwerpunkt ihrer parlamentarischen Arbeit eher in den Reichstag legte, war der ländliche WBWB, auch oft kurz nur „Bauernbund“ genannt, stärker im Landtag aktiv. Diese Arbeitsteilung zeigte sich deutlich im Verhältnis der beiden Spitzenpolitiker von Bauernbund und Bürgerpartei. Theodor Körner vom Bauernbund gab den Ton in der Fraktionsgemeinschaft des Landtags an und Wilhelm Bazille von der Bürgerpartei folgte auch während seiner Regierungstätigkeit in Stuttgart meist den landespolitischen Vorgaben Körners. Im Reichstag dagegen vertrat Bazille engagiert die Interessen der Bürgerpartei und erhielt dort die Unterstützung von Körner. Diese Symbiose bewährte sich für Bazille besonders nach seinem Austritt aus der Bürgerpartei infolge des Zerwürfnisses mit Alfred Hugenberg im Januar 1930, da nun der Bauernbund dafür sorgte, dass Bazille bis 1933 Kultminister in Württemberg bleiben konnte. 
Trotz der engen Fraktionsgemeinschaft zwischen Bauernbund und Bürgerpartei blieb der Bauernbund in Württemberg parteipolitisch selbstständig und schloss sich nicht wie in manch anderen Teilen Deutschlands formal mit der DNVP zusammen. Parteivorsitzender des WBWB war von 1919 bis 1933 Wilhelm Vogt, der jedoch stets in enger Absprache mit Theodor Körner handelte. 
Der Württembergische Bauern- und Weingärtnerbund entsprach dem Typus einer reinen Interessenpartei. Von den 16 Abgeordneten des WBWB im 1928 gewählten Württembergischen Landtag waren 11 Landwirte, ein Weingärtner und ein Gutsbesitzer.
Trafen in einer Gegend die Faktoren Landwirtschaft und Protestantismus zusammen, so konnte sich der WBWB eines hohen Stimmenanteils gewiss sein. Die Partei besaß demgemäß ihren Schwerpunkt in den überwiegend evangelisch geprägten Oberämtern Altwürttembergs und der Hohenlohe, wo früher die Liberalen der Demokratischen Volkspartei stark waren. Die Anzahl der Parteimitglieder war relativ hoch. Um die Mitte der Zwanziger Jahre waren es etwa 60.000, die dem WBWB bis 1933 die Treue hielten. In gewisser Weise übernahm der Bauernbund für die ländliche evangelische Bevölkerung Württembergs eine ähnliche Rolle wie die Zentrumspartei für die Katholiken. Der WBWB ging deshalb über rein landwirtschaftliche Themen hinaus und kümmerte sich auch um ganz allgemeine Fragen der ländlichen Infrastruktur, wie etwa die Verkehrsanbindung oder die Wasser- und Stromversorgung. 
Der Bauernbund war wie die Bürgerpartei nicht frei von republikfeindlichem und völkischem Gedankengut und pflegte einen Antisemitismus im Geiste des evangelischen Vordenkers Adolf Stoecker. Allerdings betonte der Bauernbund in Württemberg stets einen entschiedenen Gegensatz zum Nationalsozialismus und konnte seinen Wählerstamm halten, was dazu beitrug, dass die Wahlergebnisse der NSDAP in Württemberg bis 1932 deutlich hinter dem Gesamtergebnis im Reich zurückblieben. 
In den späteren Jahren der Weimarer Republik erwuchs dem WBWB eine gewisse Konkurrenz durch das Auftreten des Christlich-Sozialen Volksdiensts, der ein positives Verhältnis zur Republik hatte und insbesondere für die Pietisten attraktiv war. Da der evangelische Kirchenpräsident Theophil Wurm gegen die politische Betätigung des Volksdiensts auftrat, blieb dessen Wählerpotential gering und das Ziel einer umfassenden evangelischen Partei unerreicht.